# Severance
Severance és una sèrie de televisió estatunidenca de ciència-ficció i thriller psicològic creada per Dan Erickson i dirigida per Ben Stiller al costat d'Aoife McArdle. És protagonitzada per Adam Scott, Zach Cherry, Britt Lower, Tramell Tillman, Jen Tullock, Dichen Lachman, Michael Chernus, John Turturro, Christopher Walken i Patricia Arquette. La sèrie es va estrenar a Apple TV+ el 18 de febrer del 2022, amb elogis favorables de la crítica, destacant-ne el guió i les interpretacions.
La revista Fotogramas va considerar Severance la millor sèrie estrenada el 2022, la qual per mitjà d'una barreja de ciència-ficció i thriller planteja una reflexió sobre el capitalisme i l'ètica laboral.
L'últim episodi de la primera temporada va ser emès el 8 d'abril del 2022. Està previst que la segona temporada es comenci a emetre el gener de 2025.

## Argument
Una sinistra corporació de biotecnologia, Lumon Industries, utilitza un procediment quirúrgic per a separar els records no laborals d'alguns dels seus empleats dels seus records laborals. Un d'aquests empleats, Mark, descobreix gradualment la xarxa de conspiració a banda i banda de la divisió (“severance” en anglès).